# Camptostylus
Camptostylus es un género de plantas de plantas fanerógamas con siete especies de arbustos perteneciente a la familia de las achariáceas. Comprende 6 especies descritas y de estas, solo 2 aceptadas.

## Taxonomía
El género fue descrito por  Ernest Friedrich Gilg y publicado en Notizblatt des Königlichen botanischen Gartens und Museums zu Berlin 2: 57. 1898. La especie tipo es: Camptostylus caudatus Gilg. 

## Especies
- Camptostylus mannii
- Camptostylus ovalis